# Hof Narr
Der Hof Narr ist ein als Verein organisierter Lebenshof in Hinteregg im Zürcher Oberland in der Schweiz. Seit 2014 bietet er geretteten Tieren einen Platz zum Leben. Der Verein betreibt Öffentlichkeitsarbeit; in diesem Rahmen wird der Hof jedes Jahr von mehreren tausend Menschen besucht. Mitgründerin, Ethikerin und Landwirtin Sarah Heiligtag berät zudem Höfe beim Ausstieg aus der Tierproduktion.

## Geschichte
2013 übernahmen Ethikerin und Landwirtin Sarah Heiligtag und ihr Mann, Umweltnaturwissenschaftler Georg Klingler, einen Bauernhof in Hinteregg. Auf diesem war das zuvor von Heiligtag freigekaufte Pferd Lucky untergebracht. 2014 erfolgte die Gründung des Vereins Hof Narr. Seither nimmt der Hof Tiere auf, 2019 waren es 85.
Seit 2017 berät Heiligtag Höfe bei der Umstellung.
Die Arbeit von Heiligtag und dem Verein wurde mehrfach ausgezeichnet: 2021 mit dem Tierschutzpreis der Elisabeth Rentschler-Stiftung, 2023 mit dem zweiten Platz in der Kategorie Influencer bei den Swiss Vegan Awards.

## Der Hof
2022 lebten über 100 Tiere auf dem Hof Narr, darunter Hühner, Schweine, Ziegen, Pferde, Enten, Esel und Kaninchen. Alle Tiere haben Namen, etwa Truthahn Kevin oder Schwein Tiffy. Die meisten Tiere werden über Einzelpersonen vermittelt oder stammen von Betrieben, die aus der Tierproduktion aussteigen.
Finanziert wird der Hof über einen Hofladen, Tier-Patenschaften und Veranstaltungen wie Führungen oder Kurse. Daneben besteht unter dem Namen Gemüse Narr ein selbsttragender Bio-Gemüse- und Obstbetrieb mit Direktvermarktung.

## Engagement
Zentrale Anliegen sind die Rettung und Pflege von Tieren, die Beratung von Landwirtschaftsbetrieben beim Ausstieg aus der Tierproduktion und die Öffentlichkeitsarbeit.
Jedes Jahr besuchen mehrere tausend Menschen den Hof, darunter wöchentlich Schulklassen mit 300–400 Personen. Auf dem Hof finden Veranstaltungen wie Führungen, Vorträge, Feste, Schulungen, ein Weihnachtsmarkt oder Workshops statt.
Der Verein begleitet und berät Bauernhöfe, die aus der Tierproduktion aussteigen. In diesem Rahmen hat Sarah Heiligtag den Begriff «Transfarmation» geprägt. Gemeinsam mit der Stiftung NEB Tierschutz betreibt der Hof Narr die gleichnamige Beratungsplattform TransFARMation für Höfe, die umstellen möchten. Bis Mai 2023 hat Sarah Heiligtag rund 125 Höfe beraten und gilt in diesem Bereich als Pionierin. Die Nachfrage nach Beratungen sei so hoch, dass der Verein eine Warteliste führt. An einer Hofumstellung interessiert sind vor allem junge Hofbesitzende. Laut Verein hielten viele der Hofbetreibenden das Leid ihrer Tiere nicht mehr aus, etwa, wenn sie Kühe und ihre Kälber in der Milchproduktion voneinander trennen müssten.
Die Arbeit von Sarah Heiligtag und dem Verein wurde bereits mehrmals in nationalen und internationalen Medienberichten thematisiert. In der Schweiz erschienen einige Artikel über Hofumstellungen, etwa über die des Känguruhofs, des Hofs Waltwil4 oder der Schöflioase, bei denen Heiligtag jeweils als Beraterin wirkte.